# Apfelallee 3 (München)

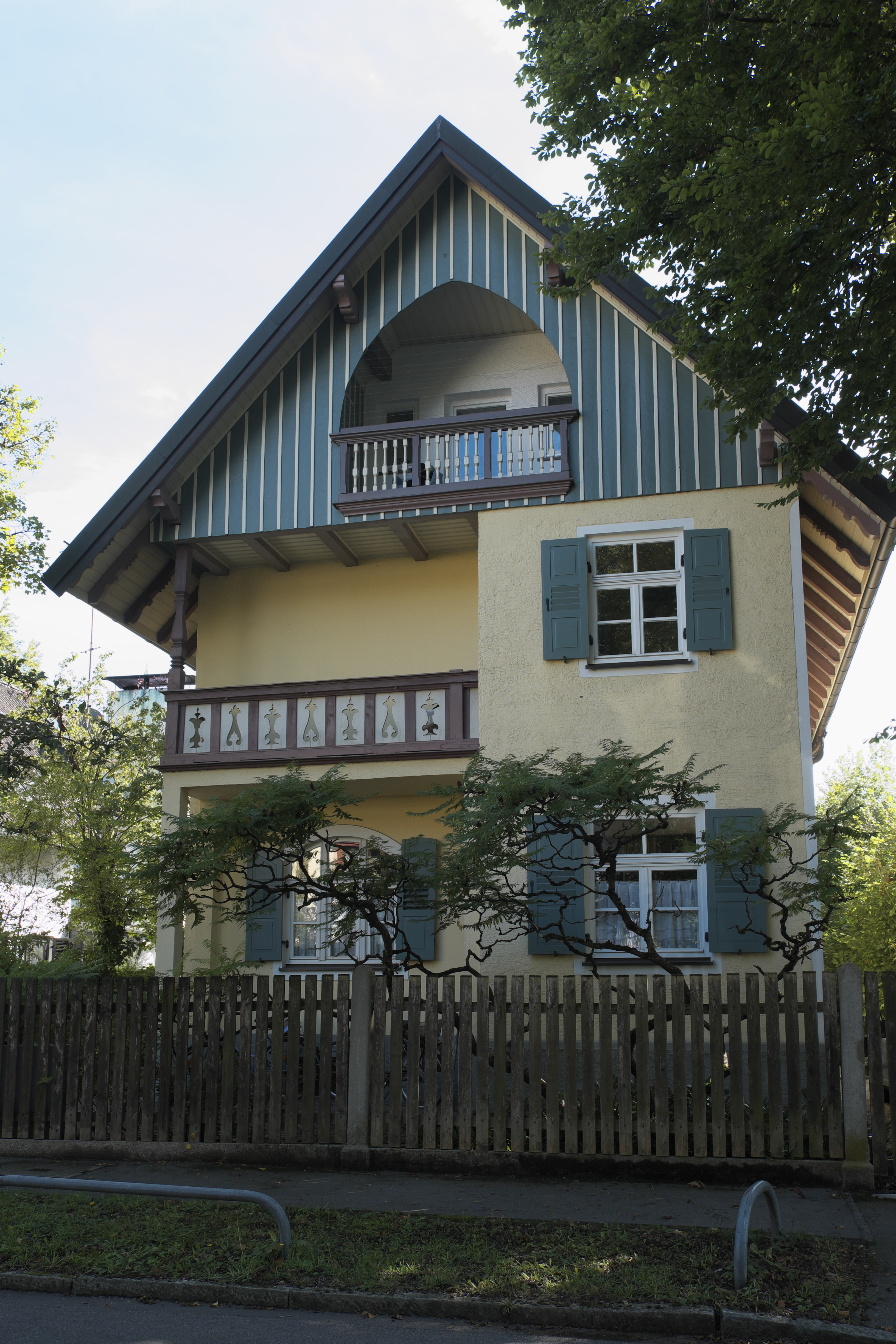
Haus Apfelallee 3 im Stadtteil Obermenzing von München

Das Gebäude Apfelallee 3 im Stadtteil Obermenzing der bayerischen Landeshauptstadt München wurde im Jahr 1900 errichtet. Die Villa in der Apfelallee ist ein geschütztes Baudenkmal.
Der zweigeschossige Bau mit einer Balkonnische an der Giebelseite wurde 1987 nach hinten erweitert. Die Villa ist ein typisches Beispiel des heimischen Landhausstils mit hölzernen Bauteilen der Villenkolonie Pasing II.

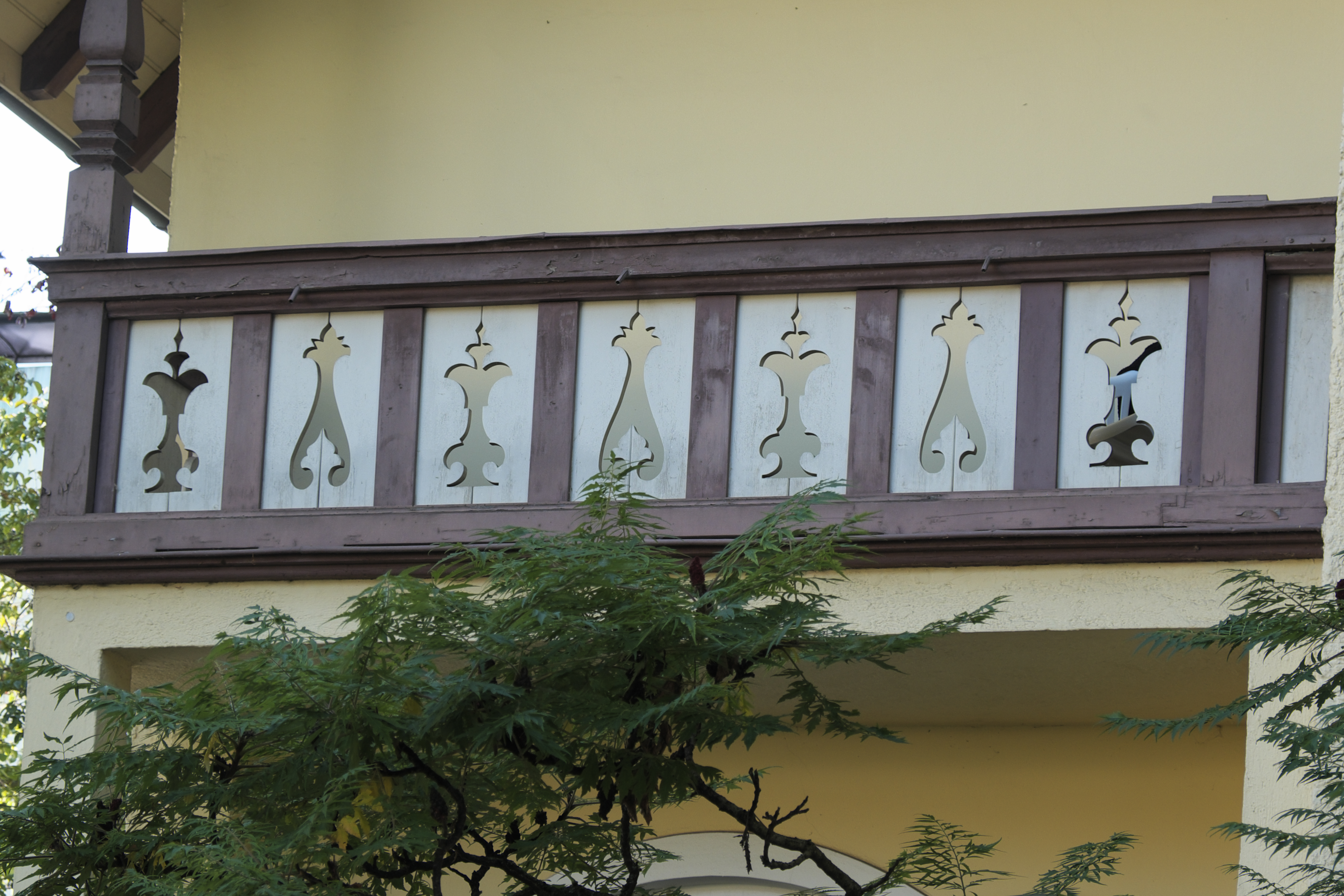
Balkon
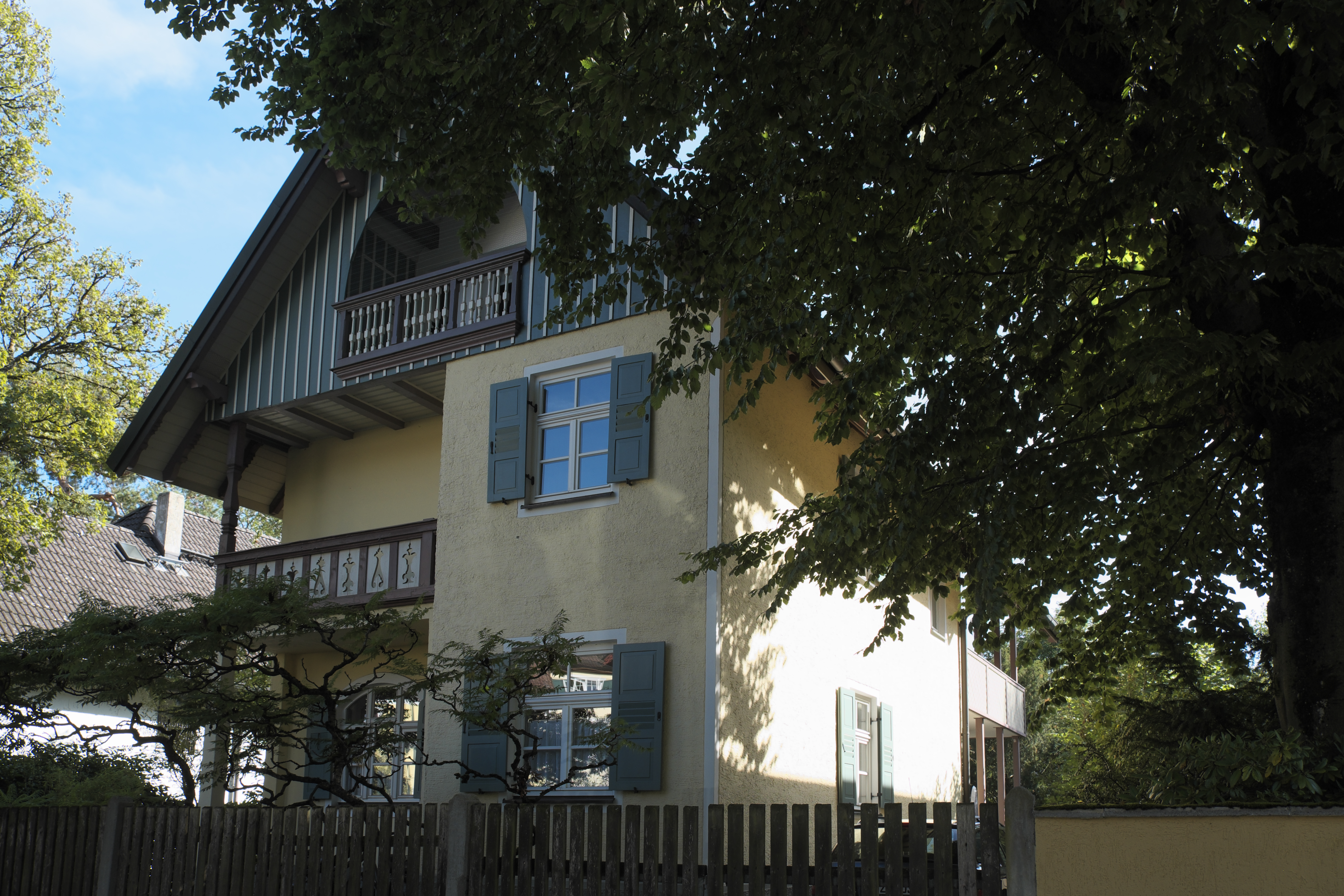
Ansicht